# Листвина
Листвина (укр. Листвина) — село в Корсунь-Шевченковском районе Черкасской области Украины.
Население по переписи 2001 года составляло 549 человек. Почтовый индекс — 19435. Телефонный код — 4735.

## Местный совет
19434, Черкасская обл., Корсунь-Шевченковский р-н, с. Петрушки